# Kolinec
Kolinec là một chợ huyện thuộc huyện Klatovy, vùng Plzeňský, Cộng hòa Séc.